# Syzraniidae
Syzraniidae es una familia de foraminíferos bentónicos de la superfamilia Robuloidoidea, del suborden Lagenina y del orden Lagenida. Su rango cronoestratigráfico abarca desde el Pridoliense (Silúrico superior) hasta el Djulfiense o Changhsingiense (Pérmico superior).

## Clasificación
Syzraniidae incluye a los siguientes géneros:
- Rectostipulina †
- Syzrania †
- Tezaquina †
- Tuborecta †

Otros géneros considerados en Syzraniidae son:
- Amphoratheca †
- Stipulina †, aceptado como Rectostipulina
- Syzranella †